# Chattahoochee-Oconee National Forest

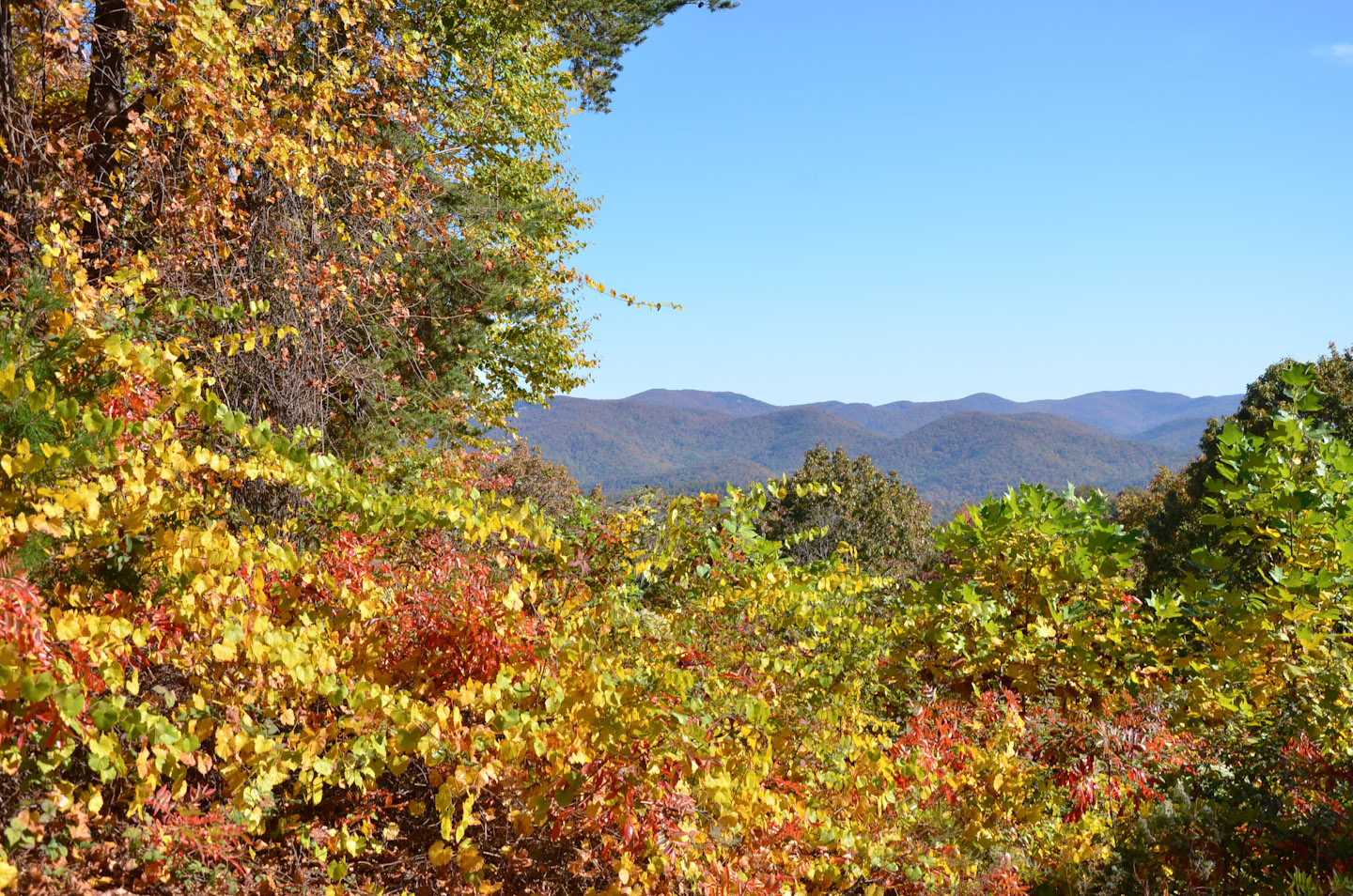
Herbst im Chattahoochee National Forest

Der Chattahoochee-Oconee National Forest in Nordgeorgia umfasst zwei Nationalforste, den Oconee National Forest und den Chattahoochee National Forest. Die Gesamtfläche des Chattahoochee-Oconee National Forests beträgt 3.504 km², von der der Chattahoochee National Forest 3.037 km² und der Oconee National Forest 467 km² umfasst. Das County mit dem größten Teil des Waldes ist das Rabun County, in dem 601,7 km² liegen.

## Geschichte

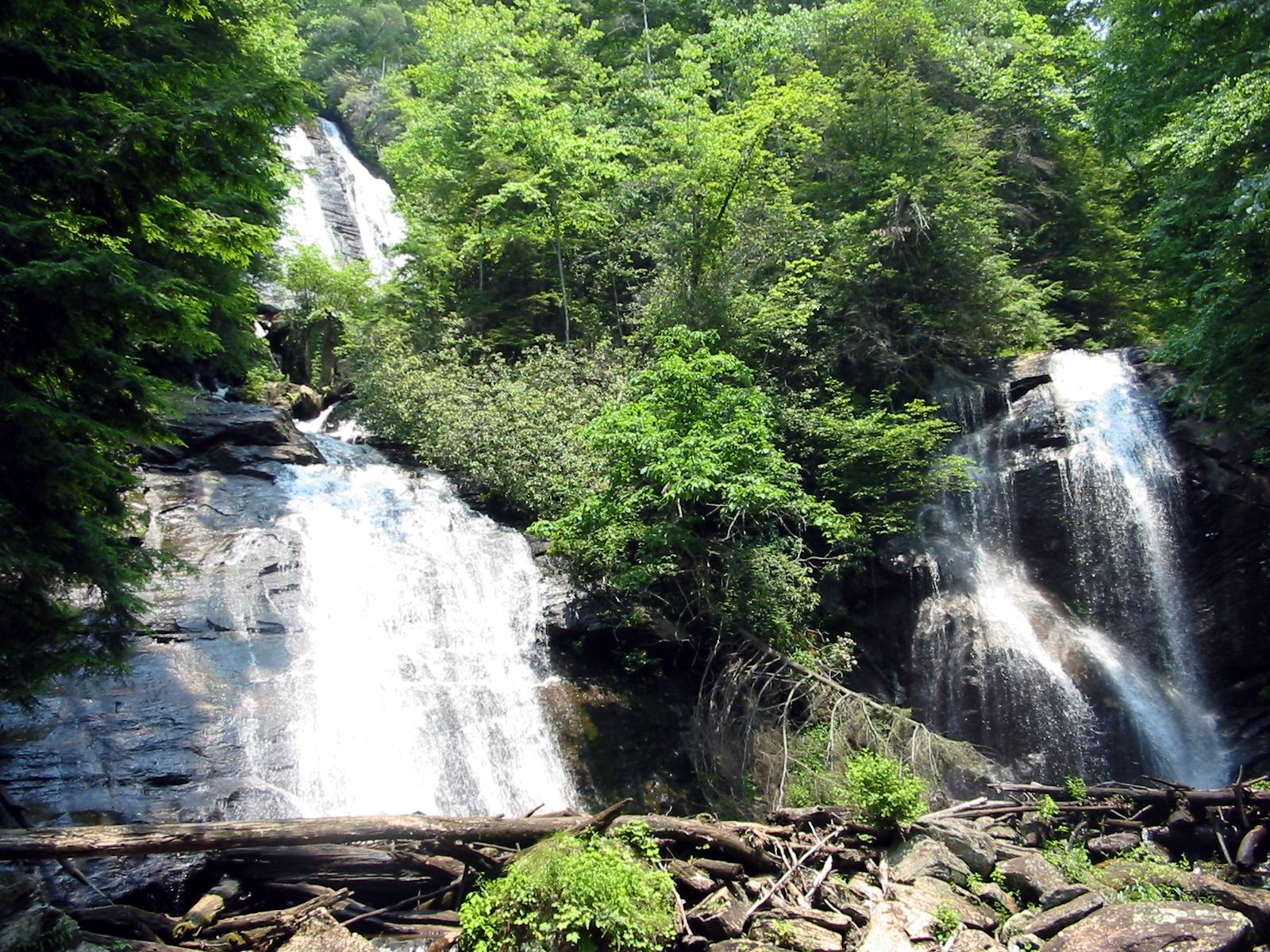
Die Anna Ruby Falls

Der Chattahoochee National Forest bekam seinen Namen vom Chattahoochee River, dessen Quelle in den North Georgia Mountains liegt. Dem Fluss und dem Gebiet wurde der Name von englischen Siedlern gegeben, sie benannten sie ihrerseits nach den hier lebenden Indianern. Die Cherokee und Creek bewohnten Nordgeorgia. In einem Dialekt der Muskogee-Sprachen bedeutet Chatta Stein und ho chee ausgeprägt oder geblümt. Diese ausgeprägten oder geblümten Steine waren im Chattahoochee River an einer Siedlung nahe Columbus.  1911 kaufte der United States Forest Service 125 km² Land der Gennett-Familie für 7 $ pro acre in den folgenden Counties Fannin, Gilmer, Lumpkin und Union ab. Dieses Land war der Beginn dessen, was später einmal der Chattahoochee National Forest werden würde. Das anfänglich gekaufte Land wurde am 14. Juni 1920 Teil des Cherokee National Forests. 
 Der Ranger Roscoe Nicholson, der der erste Wildhüter in Georgia war und dem Forest Service empfohlen hatte, mit dem anfänglich gekauften Land weiterzumachen, indem man die Ausdehnung des Chattahoochee National Forest bei Verhandlungen über den Kaufs des meisten Forest-Service-Landes, in dem sich jetzt das Tallulah Ranger District befindet, fortsetzte. Die Coleman River Scenic Area nahe Clayton wurde von Wildhüter Nick, wie er auch genannt wurde, feierlich eingeweiht um seinen Aufstieg als Vorbild für den Naturschutz zu ehren. 

Der Ranger Arthur Woody verhalf dem Naturschutz ebenfalls zum Aufstieg und war eine Schlüsselfigur in der frühen Entwicklung des Chattahoochee National Forests. Unkluge Land- und Ressourcennutzung hatte die Rotwild- und Forellenpopulationen so gut wie ausgelöscht und Arthur Woody brachte diese Tiere zurück in die Gegend. Der Forellen wurden nach Gainesville geschickt, aus den engen, schmutzigen Bergbächen gefangen genommen und schließlich in den Bächen wieder ausgesetzt. Arthur Woody kaufte auch Hirschkälber von seinem eigenen Geld und fütterte sie, bis sie in der Blue Ridge Wildlife Management Area ausgewildert werden konnten. Viele Grenzsteine im Chattahoochee National Forest tragen seinen Namen, um seine Arbeit zu ehren. Sosebee Cove ist ein 0,7 km³ große Fläche aus aufgebrochenem Hartholz entlang der GA 180 nahe dem Denkmal für Arthur Woody, der den Kauf für den Forest Service verhandelte. 
 
Am 9. Juli 1936 wurde der Forest Service umorganisiert, um den Bundesstaatengrenzen zu folgen und Präsident Franklin D. Roosevelt rief den Chattahoochee National Forest als separaten National Forest aus. 1936 war der Chattahoochee National Forest in zwei Ranger Districts aufgeteilt, in das Blue Ridge Ranger District und in das Tallulah Ranger District. 
 1959 proklamierte Präsident Dwight D. Eisenhower, dass 388 km² des Landes im Bundesbesitz in Central Georgia zum Oconee National Forest werden sollten. Dann wurde der Oconee National Forest mit Chattahoochee National Forest zum heutigen Chattahoochee-Oconee National Forest zusammengeschlossen. 
 Der Chattooga River war in den 1970er Jahren als Wild and Scenic River gestaltet. Der Chattooga River bleibt einer der wenigen freifließenden Bäche im Südosten der USA und ist bekannt für seine schöne Landschaft. Hier sind Rafting-Touren möglich. Der Film Deliverance wurde auf dem Chattooga River gedreht; er wurde im Film zum fiktiven Cahulawassee River.
Im Brasstown, Chattooga und Toccoa Ranger District liegt eine archäologische Fundstätte, die Track Rock Gap Site, mit mehr als hundert Petroglyphen der amerikanischen Ureinwohner aus der präkolumbischen Zeit. Sie gilt als eine der bedeutendsten Orte dieser Art im Südosten der Vereinigten Staaten und ist den Muskogee und Cherokee heilig. Ihre Vorfahren nutzten die Stätte möglicherweise für mehr als tausend Jahre. Eine Untersuchung einiger Objekte ergab, dass sie vor dem Jahr 800 bearbeitet worden sind. Im April 2021 beschädigten Vandalen mehrere dieser Felsbilder mit Farbe und eigenen Einritzungen.

## Heute

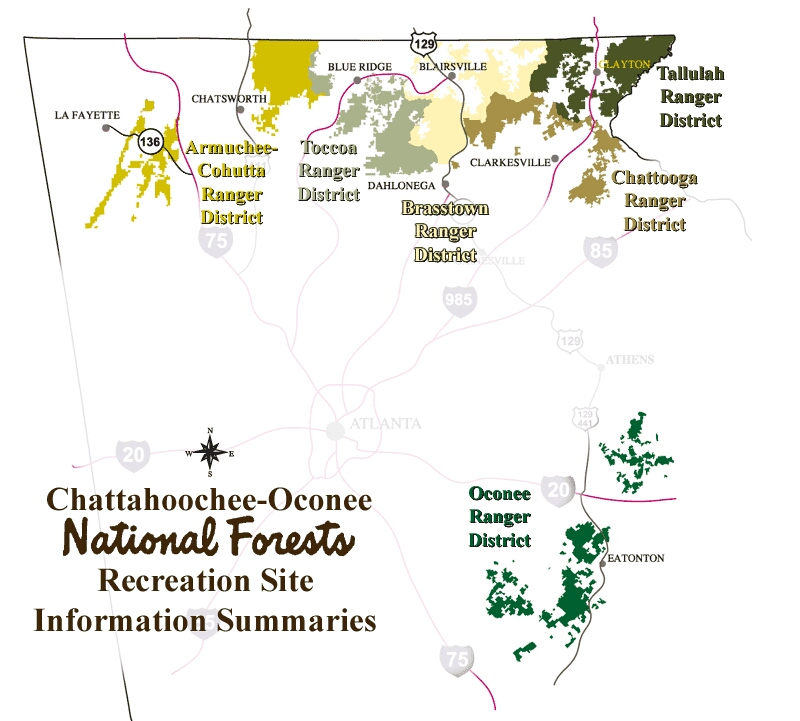
Generalkarte des Chattahoochee-Oconee National Forests

Der heutige Chattahoochee National Forest umfasst 18 Counties in Nordgeorgia. Der jetzige Chattahoochee National Forest hat fünf Ranger Districts, aber zwei davon, das Tallulah Ranger District und das Chattooga Ranger District sollen zusammengelegt werden. Er umfasst 3.500 km Flüsse und Bäche (davon ca. 2.200 km Bäche, in denen Forellen leben). Dort gibt es über 720 km Wanderwege und andere Wege und 2.600 km² (nicht asphaltierte, aber öffentlich befahrbare) Straßen. Außer dem Chattooga River und den Quellflüssen des Chattahoochee Rivers zählen zu den Naturdenkmälern innerhalb der Parkgrenzen der 3.499 km lange Appalachian Trail, Brasstown Bald, Georgias höchster Punkt, und die Anna Ruby Falls. 
 Der Chattahoochee National Forest umfasst zehn Wilderness Areas, die alle vom U.S. Forest Service geleitet werden. Die Wilderness Areas sind:
1. Big Frog Wilderness
2. Blood Mountain Wilderness
3. Brasstown Wilderness
4. Cohutta Wilderness
5. Ellicott Rock Wilderness
6. Mark Trail Wilderness
7. Raven Cliffs Wilderness
8. Rich Mountain Wilderness
9. Southern Nantahala Wilderness
10. Tray Mountain Wilderness

Der heutige Oconee National Forest erstreckt sich über acht Counties in Georgia und wird durch einen Ranger District verwaltet. Im  Oconee Ranger District gibt es viele Wanderwege und andere Wege im Wald. Die Hauptverwaltung befindet sich in Gainesville.

## Counties in Georgia
Hier werden Counties, die teilweise oder ganz zum Chattahoochee-Oconee Forest gehören mit ihrer Fläche und den wichtigsten Ranger Districts aufgelistet.

### Chattahoochee National Forest

#### Chattooga Ranger District
- Banks County, 2,6 km²
- Stephens County, 94 km²
- Habersham County, 161 km²
- White County, 167 km²

#### Armuchee-Cohutta Ranger District
- Catoosa County, 0,02 km²
- Chattooga County, 78 km²
- Gordon County, 33 km²
- Floyd County, 27 km²
- Murray County, 209 km²
- Walker County, 76 km²
- Whitfield County, 47 km²

#### Toccoa Ranger District
- Dawson County, 27 km²

#### Tallulah Ranger District
- Rabun County, 602 km²

#### Armuchee-Cohutta und Toccoa Ranger Districts
- Fannin County, 429 km²
- Gilmer County, 223 km²

#### Brasstown, Chattooga und Toccoa Ranger Districts
- Lumpkin County, 231 km²
- Towns County, 233 km²
- Union County, 396 km²

### Oconee National Forest
Der Oconee National Forest liegt auf halbem Wege zwischen Macon und Athens. In der Region gibt es viele künstliche Seen, die man für Wassersport nutzen kann. Wandern und Campen sind möglich, aber manche Gebiete im Wald sind in Privatbesitz. Galingayle, Ein Seeclub in Madison, ist ein Beispiel dafür, dass das Land in Privatbesitz für Nicht-Mitglieder nicht verfügbar ist. Diese Clubs arbeiten mit den Parkrangern zusammen, um sicherzustellen, dass ihr Lebensstil einen kleinen oder gar keinen Einfluss auf die Umwelt hat.

#### Oconee Ranger District
- Greene County, 108 km²
- Jasper County, 123 km²
- Jones County, 67 km²
- Monroe County, 1 km²
- Morgan County, 1,2 km²
- Oconee County, 0,6 km²
- Oglethorpe County, 15 km²
- Putnam County, 152 km²